# Brüder4Brothers
Brüder4Brothers ist ein Seitenprojekt von Mitgliedern der Band Frei.Wild zusammen mit der Custombike-Werkstatt Orange County Choppers.

## Bandgeschichte
Die Band Frei.Wild und die in Deutschland aus der Reality-TV-Fernsehserie American Chopper bekannte Werkstatt Orange County Choppers lernten sich 2017 auf der Harley & Snow-Messe in Südtirol kennen. 2020 gründeten dann Teile der Band, darunter Sänger Philipp Burger, Bassist Jochen „Zegga“ Gargitter und Gitarrist Jonas Notdurfter zusammen mit Alex Franco, Paul Teutul Sr. und Michael Teutul das Projekt Brüder4Brothers. Ergänzt wurde die Besetzung um Schlagzeuger Benedikt Stehle und Gitarrist Chris Kaufmann. Das Projekt fing während der COVID-19-Pandemie an zu reifen, die meisten Tracks entstanden dementsprechend in Heimarbeit. Hauptsongwriter waren Burger, Franco und Mikey Teutul. Auch Produzent Timo Grünewald hatte einen großen Einfluss auf die musikalische und textliche Ausrichtung.
Am 15. Mai 2020 erschien die Vorabsingle Freundschaft Brotherhood. Das Album erschien am 7. August 2020 über Rookies & Kings. Das Album erreichte Platz 2 der deutschen Albencharts.

## Stil
Das Bandprojekt spielt Rockmusik mit Einflüssen aus dem Country. Der Gesang ist dabei im Wechsel deutsch und englisch. Die Texte behandeln typische Biker-Themen wie Motorräder, Fernweh, Tradition und Freiheit.

## Diskografie

### Alben
- 2020: Brotherhood (Rookies & Kings)

### Singles
- 2020: Freundschaft Brotherhood (Digitale Single)
- 2020: Burn Fire, Burn for Me (Digitale Single)